# 岩元禄
岩元 禄（いわもと ろく 1893年5月23日- 1922年12月24日）は日本の大正期の建築家。歴史主義から離れ、斬新なデザインの作品を設計し、建築を創造として捉えた姿勢は同世代、次世代の建築家に影響を与えた。建築家、建築教育者として将来を嘱望されていたが、病気のため早世した。
西陣電話局を設計し、逓信省営繕の中核をなす設計者の一人であった。夭折のため作品数は少ない。

## 経歴
1893年（明治26年）、鹿児島県鹿児島市照国町生まれ。幼少時に父が死去し、兄・岩元禎が一高教師となったのに伴い、上京。青山小学校、府立一中、一高を経て、1915年（大正4年）東京帝国大学工科大学建築学科に入学。1918年に卒業し、逓信省に入った。1920年逓信技師就任、経理局営繕課に勤務。
絵画、彫刻、音楽と多趣味であり、建築の芸術性を追求した。1921年に竣工した京都中央電話局西陣分局は、裸婦像をモチーフにした独創的なデザインで、岩元の代表作である。
1921年1月、東京帝国大学助教授（建築意匠論）に就任し建築学第一講座を担当したが、同年秋に結核を発病。療養生活に入り、翌年死去。享年30。

## 作品

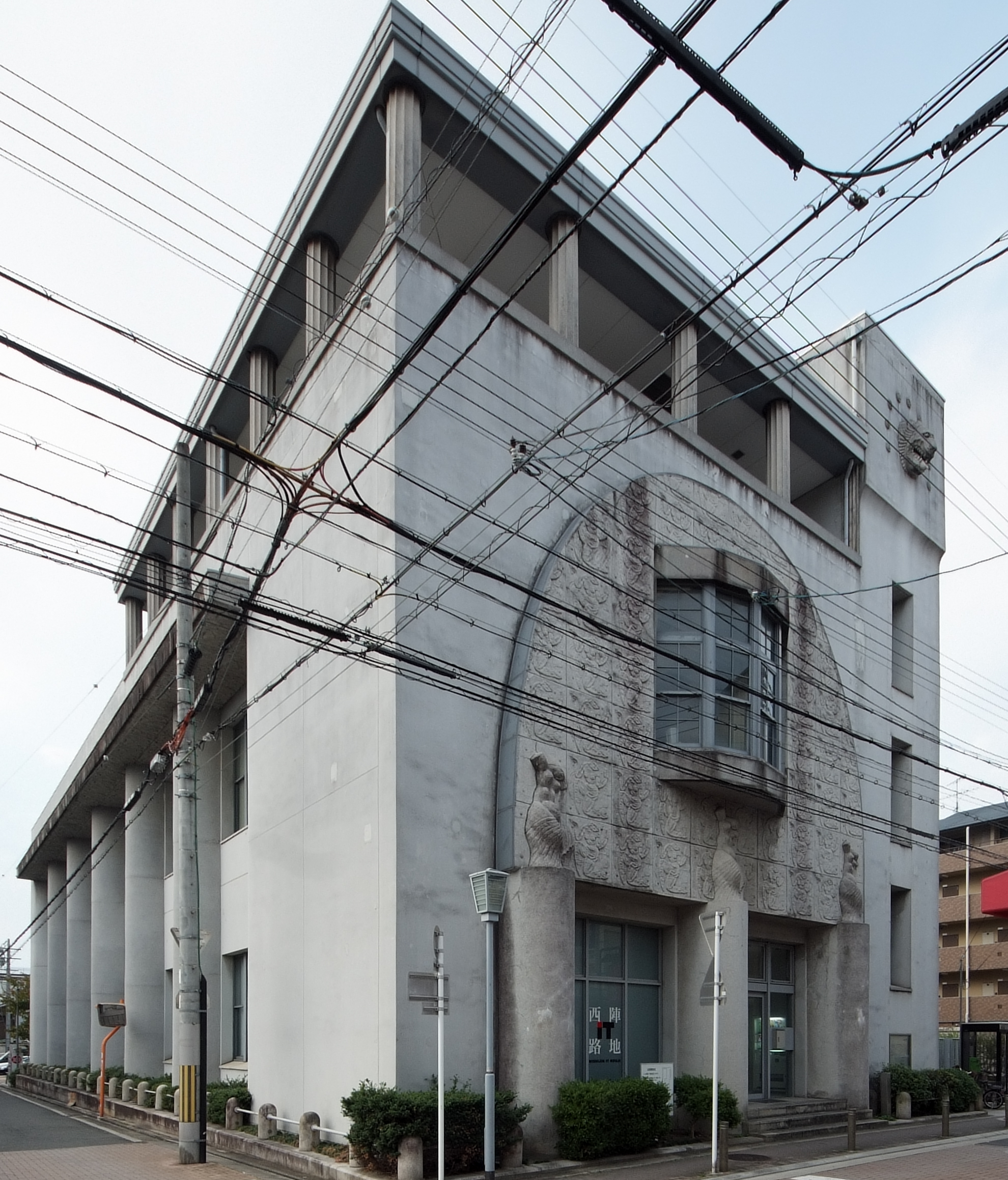
旧京都中央電話局西陣分局

現況欄の○は現存、✕は現存せず
| 建築物名                                 | 現況 | 年                 | 所在地         | 指定       | 備考 |
| ---------------------------------------- | ---- | ------------------ | -------------- | ---------- | ---- |
| 京都中央電話局西陣分局 (現・NTT西陣別館) | ○    | 1921年（大正10年） | 京都市上京区   | 重要文化財 |      |
| 浪花電話局                               | ✕    | 1921年（大正10年） |                |            |      |
| 東京中央電話局青山分局                   | ✕    | 1922年（大正11年） | 東京都港区     |            |      |
| 箱根観光旅館                             | ✕    | 1927年（昭和2年）  | 神奈川県箱根町 |            |      |

## その他
- 一高のドイツ語教師である兄の岩元禎は、夏目漱石の小説『三四郎』に登場する「偉大なる暗闇」こと広田先生のモデルだと言われる。
- 府立一中では徳川夢声、城戸四郎、青山榛三郎（歌人）らと同期（1912年卒）。
- 青山分局の柱の上に裸婦像を並べる構想であったが、実現しなかった[2]。
- 大工上がりで逓信省に入った山口文象は岩元の青山分局や箱根の旅館の製図を手伝い、岩元から大きな影響を受けた。岩元が結核で療養生活に入ると、役所を休んで独身の岩元の看病をしたという[3]。

## 註釈
1. ↑  参考文献『建築家岩元禄』9頁。
2. ↑  神代p190。
3. ↑  神代p195。